# Heriades testaceicornis
Heriades testaceicornis är en biart som först beskrevs av Cameron 1908.  Heriades testaceicornis ingår i släktet väggbin, och familjen buksamlarbin. Inga underarter finns listade i Catalogue of Life.